# 中国科学技术期刊编辑学会
中国科学技术期刊编辑学会是中华人民共和国科学技术期刊编辑工作者组成的群众性学术团体，是中国科学技术协会主管的社会团体，1986年10月成立。